# Amt Lamspringe
Das Amt Lamspringe war ein historisches Verwaltungsgebiet des Königreichs Hannover.

## Geschichte
Das nur kurzlebige Amt wurde 1852 gebildet. Es bestand im Wesentlichen aus den Gemeinden des früheren Amts Bilderlahe. Bereits 1859 wurde es aufgehoben und in das Amt Alfeld (Leine) eingegliedert.

## Umfang
Das Amt Lamspringe umfasste bei seiner Aufhebung (1859) folgende Gemeinden:
| - Adenstedt - Almstedt - Breinum - Evensen - Eyershausen | - Graste - Harbarnsen - Irmenseul - Lamspringe - Netze | - Neuhof - Ohlenrode - Segeste - Sehlem - Sellenstedt | - Wetteborn - Winzenburg - Wöllersheim - Woltershausen |

- Karte mit allen verlinkten Seiten:
- OSM |
- WikiMap

## Amtmann
- 1852–1859: Hans von Oeynhausen